# Naranammalpuram
Naranammalpuram è una suddivisione dell'India, classificata come town panchayat, di 15.238 abitanti, situata nel distretto di Tirunelveli, nello stato federato del Tamil Nadu. In base al numero di abitanti la città rientra nella classe IV (da 10.000 a 19.999 persone).

## Geografia fisica
La città è situata a 08° 46' 28 N e 77° 43' 04 E.

## Società

### Evoluzione demografica
Al censimento del 2001 la popolazione di Naranammalpuram assommava a 15.238 persone, delle quali 7.664 maschi e 7.574 femmine. I bambini di età inferiore o uguale ai sei anni assommavano a 1.716, dei quali 892 maschi e 824 femmine. Infine, coloro che erano in grado di saper almeno leggere e scrivere erano 11.203, dei quali 6.089 maschi e 5.114 femmine.